# Bon día, bonica
Bon día, bonica fue una serie de televisión que se emitió en el canal autonómico valenciano Canal Nou (Canal 9). Está rodada en una población perteneciente a la comarca del Campo de Turia de la provincia de Valencia, Loriguilla, y otra parte en el Mercado Central de Valencia. Compuesta por dos temporadas, entre los años 2010 y 2011 y finalizada  en el 2012. Era emitida de lunes a viernes a partir de las 15:30 horas. La serie narra la vida de los vecinos del barrio de La Marina, un entorno ficticio perfectamente reconocible por la mayoría de los valencianos. El título de la serie responde al típico saludo de los vendedores de cualquier mercado valenciano, escenario donde se desarrolla la trama.

## Reparto
- Mireia Perez - Anna Ferrer
- Jaime Pujol - Carlos Palacios
- Pilar Almería - Pilar Ballester
- Alícia Ramírez - Irene
- Amparo Ferrer Baguena - Remei Pujades
- Xavier Enguix - Joan
- Marina alegre - María Palacios
- Nuria Herrero - Nuri
- Héctor Juezas - Arnau
- Eric Francés - Voro
- Rafael Calatayud - Colau Sanchís
- Joan Manuel Gurillo - Xavi
- Álvaro Morte - Román segunda temporada
- Richard Collins-Moore - Peter McArthy segunda temporada
- Elisa Lledó - inspectora Buenache segunda temporada
- Paco Trenzano - Rafa
- Vanessa Cano - Elisa
- Rafa Miragall - Ximo

Directores
- Miguel Conde (2010-2011)
- Vicent Monsonís (2010)
- Alberto Fernandez-Arguelles (2010)
- Jon Koldo Berlanga (2010)